# Gacki (Przybyszowy)
Gacki – część wsi Przybyszowy w Polsce położona w województwie świętokrzyskim, w powiecie koneckim, w gminie Końskie.
W latach 1975–1998 Gacki administracyjnie należały do województwa kieleckiego.
Wierni Kościoła rzymskokatolickiego należą do parafii św. Anny w Bedlnie.